# O Jesus kär, när vill du hämta mig
O Jesus kär, när vill du hämta mig är en psalmtext i gruppen som kallas "Hemlandssånger". Texten är av Nils Frykman och har sex 4-radig verser. 
Melodin är i 4/4-dels takt och tillhör melodiklass 38. Samma melodi används till sången Stjärnor, varför tindra ni så klart.

## Publicerad i
- Det glada budskapet 1890, som nr 41 med titeln "Hemlängtan".
- Svenska Missionsförbundets sångbok 1894 som nr 457 under rubriken "Hemlandssånger".
- Svenska Missionsförbundets sångbok 1920 som nr 471 under rubriken "Hemlandssånger"
- Sions Sånger 1951 nr 160.
- Sions Sånger 1981 nr 237 under rubriken "Längtan till hemlandet".